# Tanneck (Ruppichteroth)
Tanneck ist ein Ortsteil der Gemeinde Ruppichteroth im Rhein-Sieg-Kreis im Süden Nordrhein-Westfalens. Bis zum 1. August 1969 war Tanneck ein Ortsteil der damals eigenständigen Gemeinde Winterscheid.

## Lage
Der Ort liegt im Naturpark Bergisches Land im Derenbachtal an der Kreisstraße 17 etwa 1,5 Kilometer südöstlich der Ortsmitte von Winterscheid. Unmittelbar 400 Meter nördlich liegt der Ortsteil Hatterscheid, in gleicher Entfernung im Südwesten liegt Fußhollen. Zur Bundesstraße 478 im Norden sind es drei Kilometer und zur Landesstraße 86 im Osten zwei Kilometer.

## Geschichte
Tanneck wurde 1759 in einer Urkunde als Kreuzstandort erwähnt. Hier befand sich ein Holzkreuz an dem bei Flurprozessionen Station gemacht und der Segen erteilt wurde. Später wurde anstelle des Kreuzes ein Heiligenhäuschen errichtet, das ebenfalls einigen Umbaumaßnahmen wich. Tanneck wurde erst im 20. Jahrhundert zum Wohnort. Von den 1960er- bis in die 1980er-Jahre bestand hier die Gaststätte „Haus Tanneck“. Am 27. September 2009 errichteten Bürger der Umgebung am Haus Tanneck ein steinernes Denkmal.

## Infrastruktur
Der Ortsteil besteht heute aus privat genutzten Gebäuden und liegt an einer Straßenkreuzung. Eine Bushaltestelle gewährleistet den Anschluss an den öffentlichen Personennahverkehr.